# Góra Św. Anny (gmina)

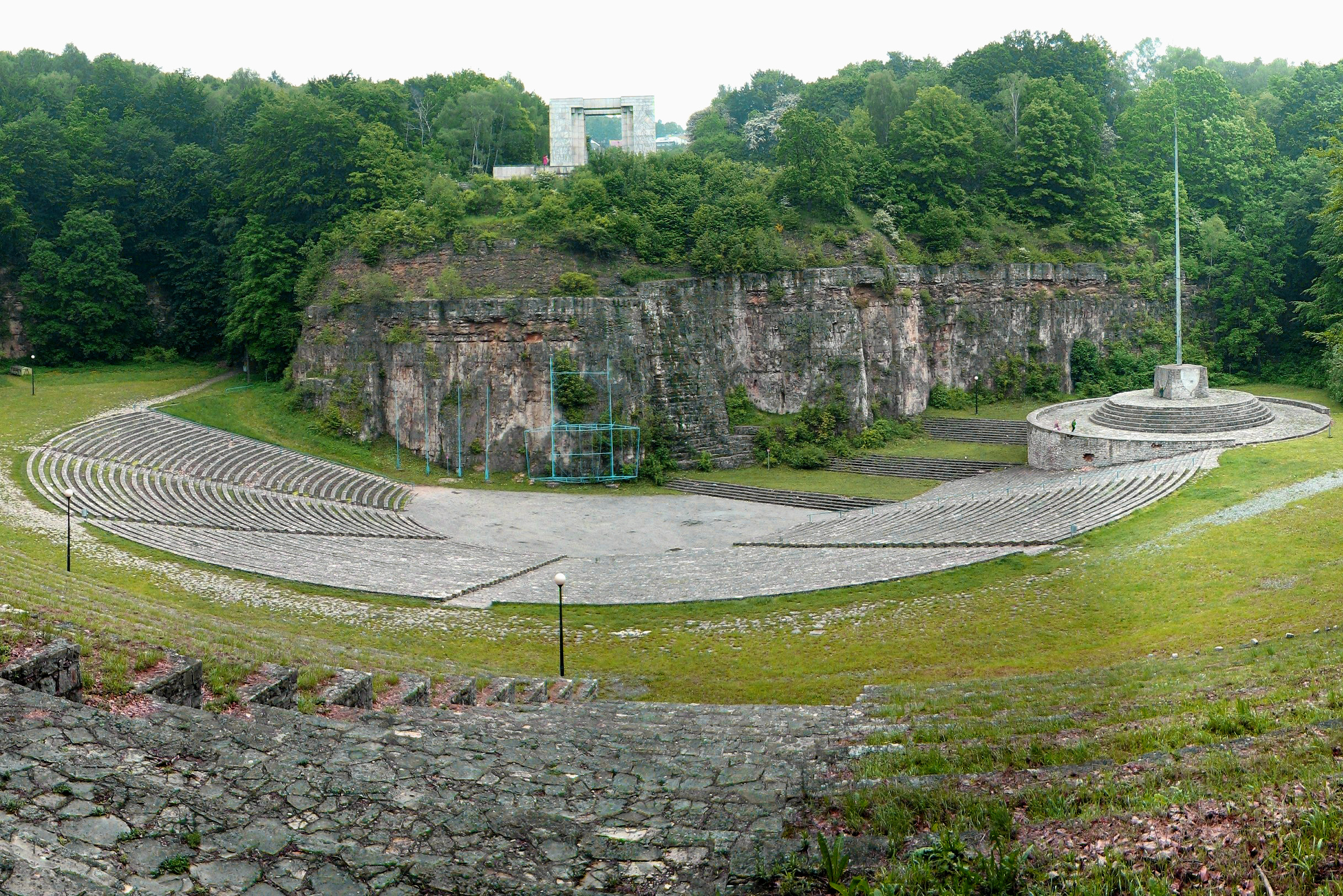
Amfiteatr na Górze Św. Anny

Góra Św. Anny (Góra Świętej Anny) – dawna gmina wiejska istniejąca w latach 1945–1954 w woj. śląskim i woj. opolskim (dzisiejsze woj. opolskie). Siedzibą władz gminy była Góra Św. Anny.
Gmina zbiorowa Góra św. Anny powstała po II wojnie światowej (w grudniu 1945) w powiecie strzeleckim na terenie tzw. Ziem Odzyskanych (tzw. I okręg administracyjny – Śląsk Opolski), powierzonym 18 marca 1945 administracji wojewody śląskiego, a z dniem 28 czerwca 1946 przyłączonym do woj. śląskiego (śląsko-dąbrowskiego).
Według stanu z 1 stycznia 1946 gmina składała się z 11 gromad: Góra św. Anny, Czarnosin, Kadłubiec, Ligota Dolna, Ligota Górna, Niwki, Oleśka, Poręba, Sprzęcice, Wysoka i Żyrowa. 6 lipca 1950 zmieniono nazwę woj. śląskiego na katowickie; równocześnie gmina Góra Św. Anny wraz z całym powiatem strzeleckim weszła w skład nowo utworzonego woj. opolskiego.
Według stanu z 1 lipca 1952 gmina składała się z 11 gromad: Czarnocin, Góra Św. Anny, Kadłubiec, Ligota Dolna, Ligota Górna, Niwki, Oleszka, Poręba, Sprzęcice, Wysoka i Żyrowa. Gmina została zniesiona 29 września 1954 wraz z reformą wprowadzającą gromady w miejsce gmin. Jednostki nie przywrócono 1 stycznia 1973 wraz z kolejną reformą reaktywującą gminy.